# Черняев, Михаил Григорьевич
Михаи́л Григо́рьевич Черня́ев (22 октября (3) ноября 1828 года — 4 (16) августа 1898 года) — русский военный и политический деятель, генерал-лейтенант, туркестанский генерал-губернатор, главнокомандующий сербской армией (моравским корпусом сербской армии).
Начал и завершил длившийся два десятилетия период завоевания и освоения Туркестана. Среди военных успехов Черняева — взятие самого большого города Средней Азии — Ташкента, ставшего впоследствии столицей Русского Туркестана, за что уволен от службы (взял Ташкент без разрешения начальства). Пиком его известности стала деятельность на посту главнокомандующего армией Сербии в 1876 г., когда имя Черняева было своеобразным символом славянского братства и единства.

## Начало деятельности
Родился 21 ноября (3 декабря) 1828 года в городе Бендеры в небогатой дворянской семье. С двух лет жил и воспитывался в белорусском имении отца Тубышки Могилёвской губернии. Отец — герой Отечественной войны 1812 года Григорий Никитич Черняев (1787—1868), мать — француженка Aimee Esther Charlotte Lecuyer (1800, Le Quesnoy — 1876, Бердянск). Брат — русский военачальник Черняев Николай Григорьевич.
С 1840 года воспитывался в Дворянском полку. В августе 1847 года был выпущен прапорщиком в лейб-гвардии Павловский полк. В составе Мало-Валахского отряда принял участие в Венгерском походе 1849 года. Поступил в звании подпоручика в Академии генерального штаба, курс которой окончил в 1851 году. В 1853—1867 годах служил при Генеральном штабе. В 1853 году был назначен в штаб 4-го пехотного корпуса Дунайской армии, участвовал в Дунайской кампании.

## Крымская война
Осенью 1854 года в составе 4-го корпуса был направлен в Крым на помощь князю Меншикову. В 1854 году был награждён за боевые заслуги орденом Св. Анны III степени с бантом. Под Севастополем участвовал во всех делах гарнизона, начиная (сразу по прибытии) с битвы под Инкерманом 24 октября 1854 года, за отличие в которой получил в тот же день чин капитана, а затем был награждён орденом Св. Владимира IV степени. Состоял вначале при генерале Хрулёве, действуя большей частью на Малаховом кургане. Когда же Хрулёв был ранен, Черняев поступил в прямое подчинение адмирала Нахимова, бесстрашно исполняя самые опасные поручения его. «За отличие, храбрость и примерное мужество при героической защите Севастополя и за отбитие штурма 27 августа 1855 г.» был награждён золотым оружием с надписью «За храбрость» и произведён в подполковники.
При оставлении Севастополя Черняев, по поручению начальства переправив русские войска через Северную бухту, переехал её последним на лодке, когда все понтонные мосты были уже разведены.

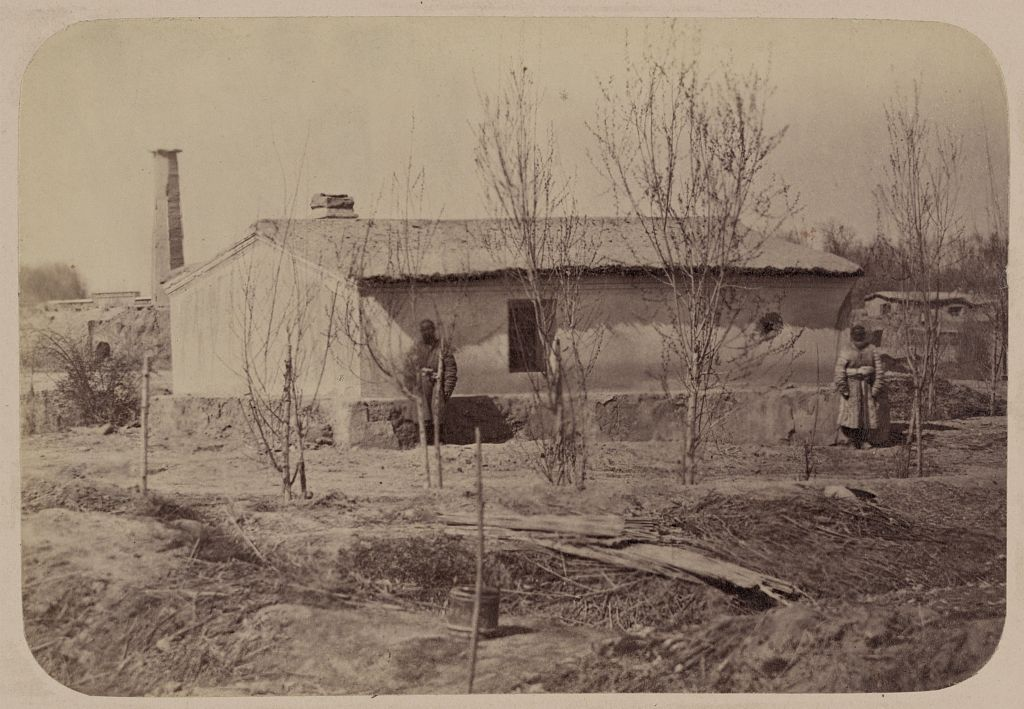
Сырдарьинская область. Дом в котором жил генерал-майор М. Г. Черняев по занятии города Ташкента (1865)

## В Туркестане
По окончании войны был начальником штаба 3-й пехотной дивизии, затем переведён в распоряжение оренбургского генерал-губернатора А. А. Катенина.
В 1858 году принял участие в миссии Н. В. Ханыкова, Н. П. Игнатьева, Г. Г. Валиханова в Иран, ханства Средней Азии и Кашгар в роли командира конвоя. Черняеву и капитану 1-го ранга А. И. Бутакову удалось достичь Кунграда, изучив при этом дельту Аму-дарьи и составив хорошую карту.
Участвовал и во второй экспедиции А. И. Бутакова по Аральскому морю, командовал отрядом, посланным на помощь жителям Кунграда, восставшим против хивинского хана.
Покинул Туркестан в конце 1859 года, когда правительством Российской империи был отвергнут план наступательных действий в Средней Азии в связи с назревавшей войной в Европе между Францией и Сардинией с Австро-Венгрией, и стало понятно, что серьёзные походы против Коканда, Хивы и Бухары откладываются на неопределённое время.
В 1859 году был послан на Кавказ в распоряжение графа Н. И. Евдокимова; с 16 декабря 1860 года был обер-квартирмейстером войск Терской области; полковник с 30 августа 1861 года. По замирении Кавказа опять служил в Оренбургском крае, в должности начальника штаба при генерале А. П. Безаке. В 1864 году, вследствие разногласия с последним по вопросу об управлении башкирами, вернулся в Санкт-Петербург. Тогда предстояло провести на севере Средней Азии соединительную линию между двумя степными укреплёнными линиями — Оренбургской и Сибирской, для чего решено было захватить несколько укреплённых пунктов в пределах промежуточной территории, которая тогда входила в состав Кокандского ханства. Осуществление этого проекта было поручено полковнику Черняеву, с назначением его начальником Особого Западно-Сибирского отряда (ОЗСО).
Отправившись в 1864 году в военное укрепление Верное, где формировался ОЗСО, Черняев приступил к своей задаче с весьма ограниченными средствами; расходы по экспедиции должны были покрываться остатками интендантских сумм Западно-Сибирского округа. Небольшой отряд генерал-майора Черняева захватил крепость Аулие-Ата и в сентябре 1864 года взял штурмом Чимкент, считавшийся неприступным; войска проникли в крепость по водопроводу, через сводчатое отверстие в стене крепости, и гарнизон был до того поражён внезапным появлением неприятеля внутри городской ограды, что не оказал почти никакого отпора. За взятие Чимкента Черняев был награждён орденом Св. Георгия 3-й степени. Это награждение стало уникальным, так как Георгиевский статут 1833 г. запрещал награждать старшими степенями этого ордена, минуя младшую, 4-ю степень.

### Штурм Ташкента
В апреле 1865 года Черняев двинулся к Ташкенту, но не смог овладеть им сразу и должен был отступить, после чего ему предписано было воздержаться от дальнейших попыток впредь до особого распоряжения. Тем не менее, ввиду угрожающего положения, принятого вооружёнными отрядами бухарцев, Черняев решился действовать на свой риск и в ночь с 14 на 15 июня 1865 г. взял штурмом Ташкент. Когда новый оренбургский генерал-губернатор Н. А. Крыжановский сообщил о своём намерении отправиться в Туркестанскую область для осмотра военных укреплений, Черняев начал опасаться, как отмечал тот же Качалов, что Крыжановский «вздумает повести сам войска к Ташкенту, овладеет им, получит графа, а мы, трудящиеся, тут останемся в дураках». Численность русских войск не превышала двух тысяч человек, при 12 орудиях; взят был город со стотысячным населением, имевший до 15 тысяч защитников; захвачено 63 пушки, множество пороха и оружия.
Назначенный ещё ранее военным губернатором вновь образованной Туркестанской области, генерал Черняев готовился принять меры против враждебных предприятий бухарского эмира, который требовал очищения Ташкента, как принадлежавшего Бухаре; ожидались крупные осложнения в Средней Азии и им придавался британской дипломатией серьёзный международный характер. В июле 1866 г. Черняев был отозван, и на его место назначен генерал Д. И. Романовский.

## «Русский мир»
С 16 мая 1867 года был отправлен в отставку. В конце того же года формально был возвращён на службу и состоял до 1875 года в распоряжении командующего войсками Варшавского военного округа.

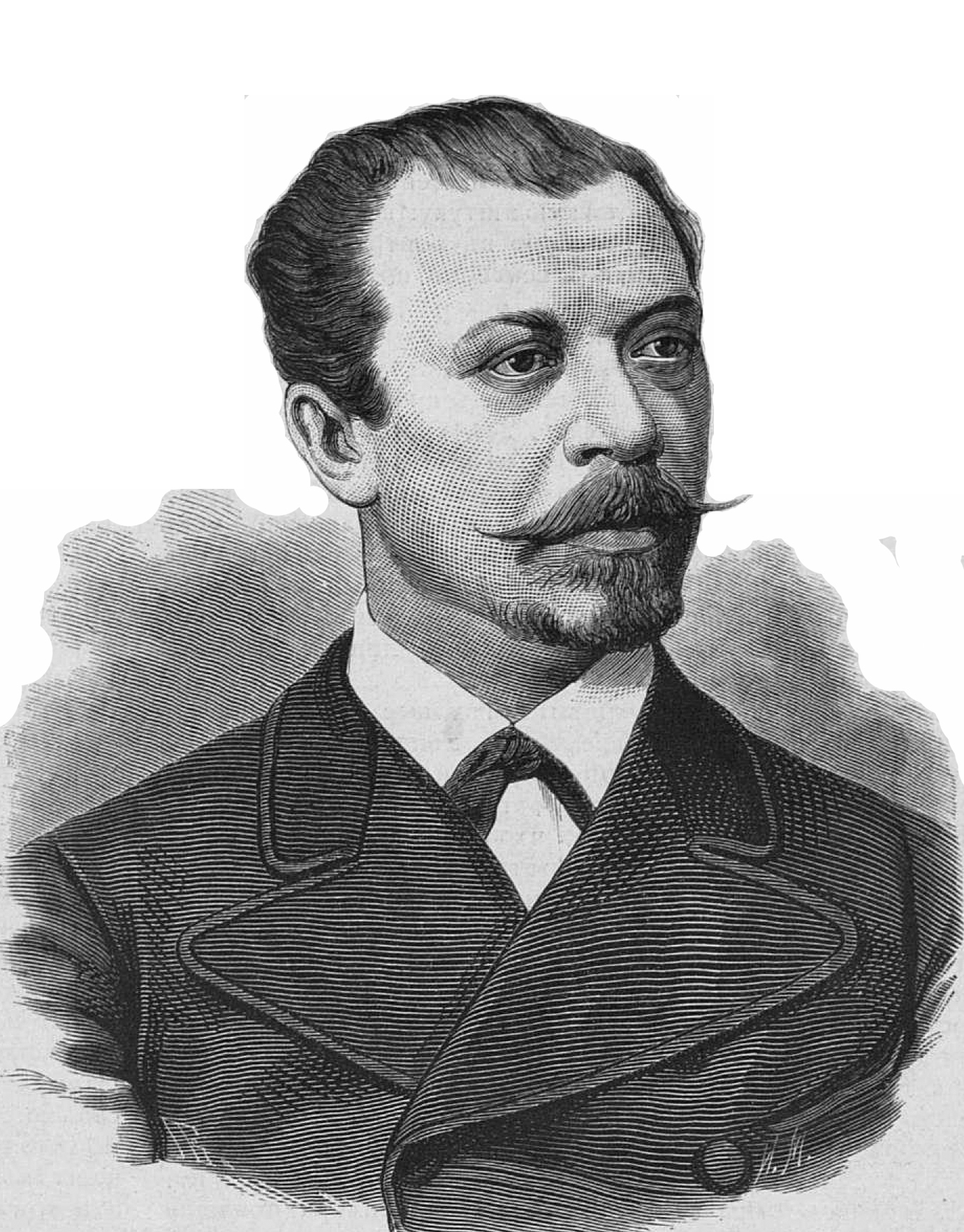
М. Г. Черняев, начало 1870-х гг.

Чтобы иметь определённое занятие и заработок для содержания семьи. Черняев решил стать нотариусом в Москве; он выдержал требуемый для этого экзамен и готовился уже открыть нотариальную контору, но должен был отказаться от своего намерения, вследствие полученного им сообщения шефа жандармов графа Шувалова.
В 1873 году Черняев приобрёл консервативно ориентированную газету «Русский мир» и серьёзно занялся газетным делом. Его единомышленником в этот период стал генерал Р. А. Фадеев, с которым он сдружился ещё во время службы на Кавказе. Фадеев поместил в газете целый ряд статей под общим заглавием «Чем нам быть?» Сам Черняев мало интересовался вопросами внутренней политики, но, считая себя жертвой военно-канцелярского режима и петербургской дипломатии, чувствовал себя солидарным с московским кружком патриотов-славянофилов, группировавшихся около Ивана Аксакова, и разделял их ненависть к бюрократизму и к иноземщине. Он был решительным противником военных реформ и нововведений графа Милютина, в которых видел продукты бюрократического творчества, навеянного извне; многие недостатки центрального управления он приписывал влиянию немцев, так как чисто русские элементы, на его взгляд, не могли находиться в противоречии с национальными интересами и потребностями страны.

## Сербский главнокомандующий
Весной 1875 года, когда произошло восстание в Герцеговине, Черняев один из первых усмотрел в нём начало крупного международного кризиса, связанного с общим вопросом о судьбе славянства. Горячо отдавшись общественному движению в защиту турецких христиан, Черняев вскоре вступил в сношения с сербским правительством и был приглашён в Белград для руководства военными действиями в задуманной князем Миланом кампании против Турции.

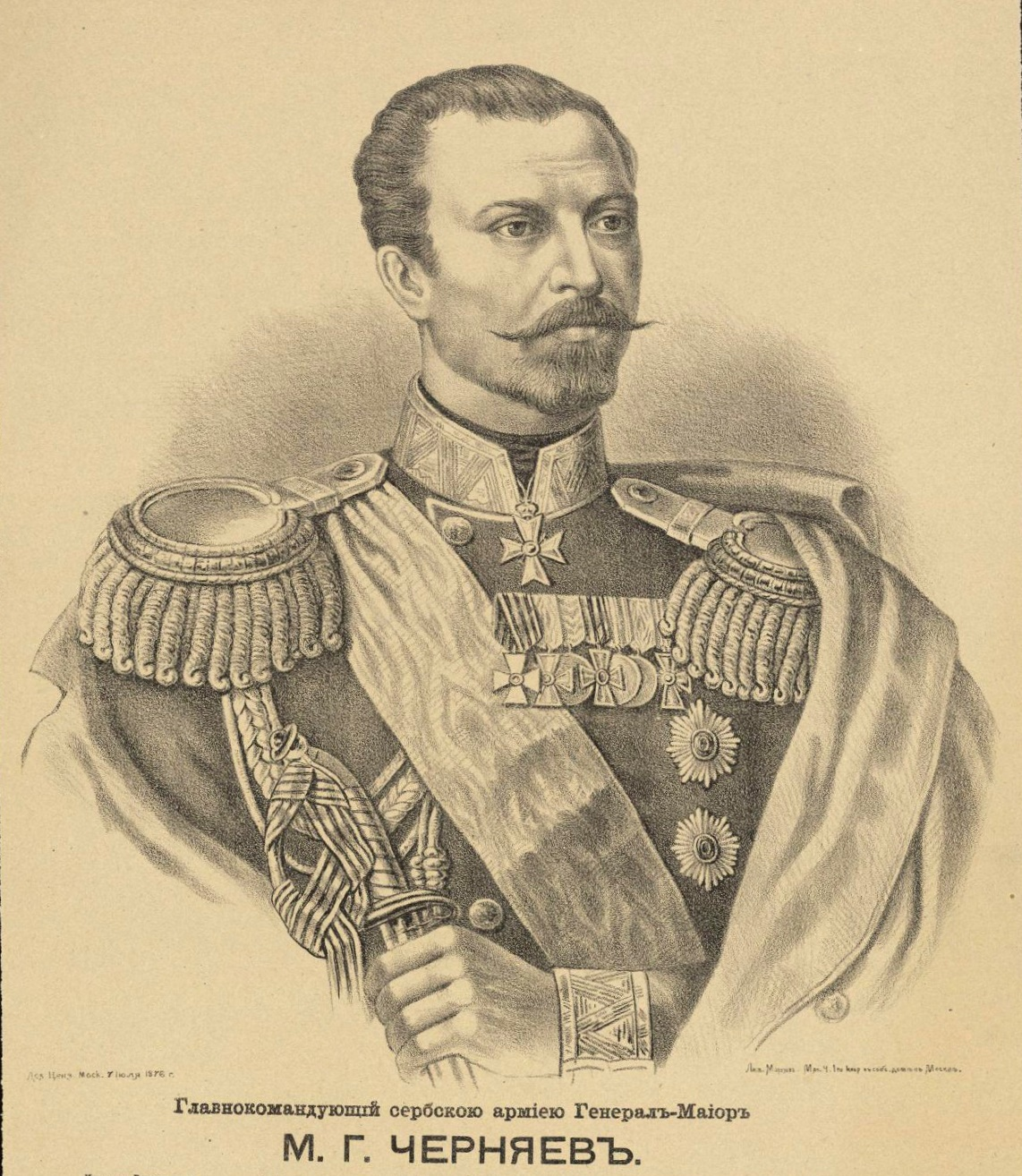
Главнокомандующий сербской армией генерал-майор М. Г. Черняев. 1876 г.

Русское дипломатическое ведомство, узнав об этих секретных переговорах, приняло меры к тому, чтобы Черняеву (который был в отставке с 20 июня 1875 года) не было дозволено выехать из Петербурга за границу — за ним был учреждён надзор, и ему было отказано в выдаче заграничного паспорта. Черняев приехал в Москву к Михаилу Алексеевичу Хлудову, который и устроил ему и себе в канцелярии генерал-губернатора заграничный паспорт; переданный по телеграфу приказ о задержании его на границе запоздал, и в июне 1876 года Черняев был уже в Белграде, где тот самый Миша Хлудов неотлучно состоял при нём. Известие о назначении его главнокомандующим главной сербской армией послужило сигналом к наплыву добровольцев в Сербию и подняло сербскую попытку на степень русского национального дела. Ход войны не соответствовал пылким ожиданиям славянофилов, но привёл к непосредственному дипломатическому и затем военному вмешательству России в турецко-балканские события, вопреки миролюбивым намерениям русской дипломатии.
Покинув Сербию в сознании, что дело защиты славянства перешло под могущественное покровительство России, он поехал в Прагу, где его появление навело настоящую панику на австро-венгерское правительство. Опасаясь Черняева как представителя славянской солидарности, австрийское правительство потребовало, чтобы он немедленно покинул пределы империи.
В 1876 году имя М. Г. Черняева было чрезвычайно популярным в России и других славянских странах. Он считался своеобразным символом славянского единства и братства, главным борцом за свободу славянства.
При этом Черняев рассчитывал на осуществление государственного переворота, который должен был поставить Сербию под прочный российский контроль. По словам Черняева, в этом случае «Влияние России на Сербию будет реальным и будет покоиться на прочных основаниях. Глава государства и весь народ сочувствуют России. Постепенно министров можно будет назначать из числа россиян. Враждебные партии исчезнут, и одно из славянских государств де-факто станет российской провинцией». С этой целью Черняев добивался одностороннего провозглашения князя Милана королём, которое, по его расчетам, должно было привести к разрыву сербско-турецких мирных переговоров и немедленному вступлению России в войну. Позиция князя Милана, однако, не дала свершиться этим планам. Что Черняев был панрусистом в большей степени, чем панславистом, подтверждается его откровенным заявлением И. С. Аксакову в январе 1877 года: «Если бы у меня был миллион рублей в начале войны, я мог бы сделать из Сербии крайне полезное орудие в руках русского правительства». Стремился Черняев и к личной славе: «Если славянское дело победит, я войду в историю как славянский Вашингтон».
При начале Русско-турецкой войны 1877—1878 гг., 17 апреля 1877 года, он вновь был зачислен на службу в Генеральный штаб, чтобы попасть в действующую армию; однако был оставлен за штатом на европейском театре войны, поступив в распоряжение великого князя Михаила Николаевича. Тогда он отправился на Кавказ, где тоже не дождался никакого назначения.
Газета «Русский мир» не имела успеха, и в 1878 г. Черняев избавился от обязательств по газете, передав ведение её Е. К. Раппу и Л. З. Слонимскому.

## Снова в Туркестане
В 1882 г., после многих лет вынужденного бездействия, Черняев был назначен туркестанским генерал-губернатором. Уезжая в 1883 г. в Ташкент, он принял горячее участие в судьбе уральских казаков, переселённых на побережье Аральского моря за свою приверженность к старообрядчеству.
Черняев пробыл в этой должности лишь около двух лет. Злые языки утверждали, что он не обнаружил ни административного такта, ни искусства в выборе сотрудников и доверенных лиц. Один из его приближённых, Всеволод Крестовский, счёл нужным очистить от зловредных либеральных книг общественную библиотеку, устроенную в Ташкенте при генерале Кауфмане, и библиотека, собранная с большим старанием, была фактически уничтожена, что вызвало нарекания среди местного русского чиновничества.
В 1882 г. Черняев, в военно-научных целях, пересёк с небольшим отрядом плато Устюрт.
Под влиянием неудачных советников из консервативного лагеря, Черняев сосредоточил в своём лице (или, вернее, в своей канцелярии) высшую апелляционную и кассационную инстанцию по всем судебным делам края, а на запрос или замечание сената по этому поводу отвечал уклончиво, в пренебрежительном тоне, вследствие чего должен был вскоре покинуть свой пост.

## В отставке
С 1884 г. он состоял членом Военного совета, в 1886 г. вышел в отставку из-за позиции против проектов военного министра, с 1890 г. был опять членом Военного совета. Скончался 4 августа 1898 г. в своём родовом имении Тубышки Могилёвской губернии.
Могила генерала сохранилась и обихожена. В 2012 г. на ней установлен новый надгробный памятник с его портретом. В Круглянском историко-краеведческом музее создана мемориальная комната М. Г. Черняева. 9 июня 2017 г. в деревне Лысковщина Круглянского района Могилёвской области с участием Чрезвычайного и Полномочного Посла Республики Сербии в Республике Беларусь В. Ковачевича был торжественно открыт памятник М. Г. Черняеву.
А. И. Деникин период отставки описывал следующим образом:

Так, вознесённый более почитанием армии, народа и общества, выдвинулся Белый генерал — Скобелев. Другой достойный его современник Черняев остался в тени. Покоритель Ташкента жил в отставке, в обидном бездействии, на скудную пенсию, на которую, вдобавок, накладывал руку контроль по нелепым, чисто формальным поводам. И Черняев с горечью рапортовал: «Сохраню себе в утешение неоспоримое слово считать, что покорение к подножию русского престола обширного и богатого края сделано мною не только дёшево, но отчасти и на собственный счёт» (2 года черняевских похода обошлись казне в ничтожную сумму — 280 тыс. руб.).

## Семья
Жена (с 1866 г.) — Антонина Александровна Вулферт (1842—1919), сестра его сослуживца Г.Вулферта, дочь литератора Александра Вулферта. Похоронена на кладбище Александро-Невской лавры.
В семье родилось семеро детей. Двое детей, сын Михаил и дочь Елизавета, умерли в возрасте восьми лет (в 1884 г.). Крестным отцом Михаила был сербский король Милан Обренович.
- Сын — Александр (1871—1911, убит на дуэли), полковник лейб-гвардии Волынского полка.

Дочери:
- Антонина (Нина, 1869—1955, Хельсинки), журналистка, оставила воспоминания об отце. После Октябрьской революции эмигрировала. Жила в Сербии, а затем в Финляндии.
- Вера (1873—1942, Ленинград), в замужестве Христианович. Во время Балканских войн В. М. Христианович возглавляла дамское отделение Санкт-Петербургского Славянского благотворительного общества[15]. Умерла в блокаду[16]. Также в блокаду умер её сын — Михаил Алексеевич Христианович (1897—1942).
- Близнецы — Надежда и Татьяна (27.06.1874). В Первую мировую войну Татьяна Михайловна Черняева была сестрой милосердия. В 1922 году была арестована и выслана в Тюмень[17]. Сестра Надежда добилась разрешения поехать вместе с ней. Т. М. Черняева умерла в тюменской тюрьме 8 ноября 1922 года. Надежда Михайловна после смерти сестры вернулась в Петроград. Была прихожанкой Сергиевского собора и духовной дочерью о. Федора Андреева. После смерти священника и ареста его жены стала воспитательницей его шестилетних дочерей Марии и Анны. Умерла в 1962 году в Ленинграде[18], похоронена на Большеохтинском кладбище.

## Оценка деятельности
Одарённый не столько талантами, сколько хорошими природными инстинктами, Черняев часто портил себе карьеру тем, что не умел или не хотел приспособляться к желаниям и понятиям правящих лиц. С другой стороны, необыкновенная деликатность в личных отношениях доходила у него до слабости: вполне бескорыстный и правдивый сам по себе, он терпел около себя людей сомнительной честности и предоставлял действовать от своего имени разным мелочным честолюбцам и карьеристам, что справедливо ставилось ему в укор во время командования им сербской армией и позднее, в краткий период его управления Туркестанским краем. В годы его популярности и влияния легко пристраивались к нему все желающие; податливость его относительно лиц, навязывавших ему свои услуги и свою преданность, сильно вредила его репутации, как практического деятеля. Нет сомнения, что внезапная приостановка его служебной карьеры после блестящего завоевания Туркестанской области объясняет многое в его дальнейших увлечениях и слабостях; он был выбит из колеи именно в тот момент, когда принёс наибольше услуг государству, и эта странность постигшего его удара наложила свою печать на идеи его по внутренней политике. Политические воззрения его далеко не совпадали с теориями и взглядами, проводившимися в «Русском Мире» Р. А. Фадеевым; в сущности, Черняев был проникнут более серьёзным оппозиционным духом и делал из некоторых славянофильских посылок весьма логические прямолинейные выводы, имеющие мало общего с славянофильством в собственном смысле этого слова.
Личный архив М. Г. Черняева хранится в Отделе письменных источников Государственного исторического музея в Москве.
В его честь были названы:
- Черняев было присвоено имя городу Чимкент в 1914 году, в честь 50-летия вхождения в состав Российской империи, но в 1924 году советскими властями возвращено прежнее название.
- Черняевка[19] (с 1895 по 1990) русское поселение в Сырдарьинской области, в 20 километрах от Ташкента, переименовано в Жибек-жолы, на границе Казахстана и Узбекистана.
- станция Черняево[20] Среднеазиатской железной дороги в Ходжентском уезде, Самаркандской области Российской Империи, переименованная в Урсатьевская, затем Хаваст, Узбекистан.

Михаил Салтыков-Щедрин и другие писатели левого лагеря осуждали и Черняева, поскольку, во-первых, считали, что «под шумок славянского дела» царское правительство «издаёт губернаторам обязательные постановления, ведёт борьбу с нигилизмом, завершает политические процессы обязательной каторгой» и идёт по пути реакции во внутренней политике, а во-вторых, видели в поддержке Сербии Российской империей колонизаторскую политику. Г. Успенский, будучи также представителем левого лагеря, видел в ней интересы «жадного капитала». Черняева Салтыков-Щедрин вывел в романе «Современная идиллия» в сатирическом образе военачальника Редеди, которого другие персонажи называют «русским Гарибальди».

## Военные чины
- В службу вступил (14.08.1848) прапорщиком[24]
- Подпоручик (03.04.1849)
- Поручик (19.04.1853)
- Штабс-капитан ген. штаба (18.08.1853)
- Капитан (24.10.1854)
- Подполковник (01.01.1856)
- Полковник (30.08.1861)
- Генерал-майор (12.07.1864)
- Генерал-лейтенант (29.04.1886)

## Награды

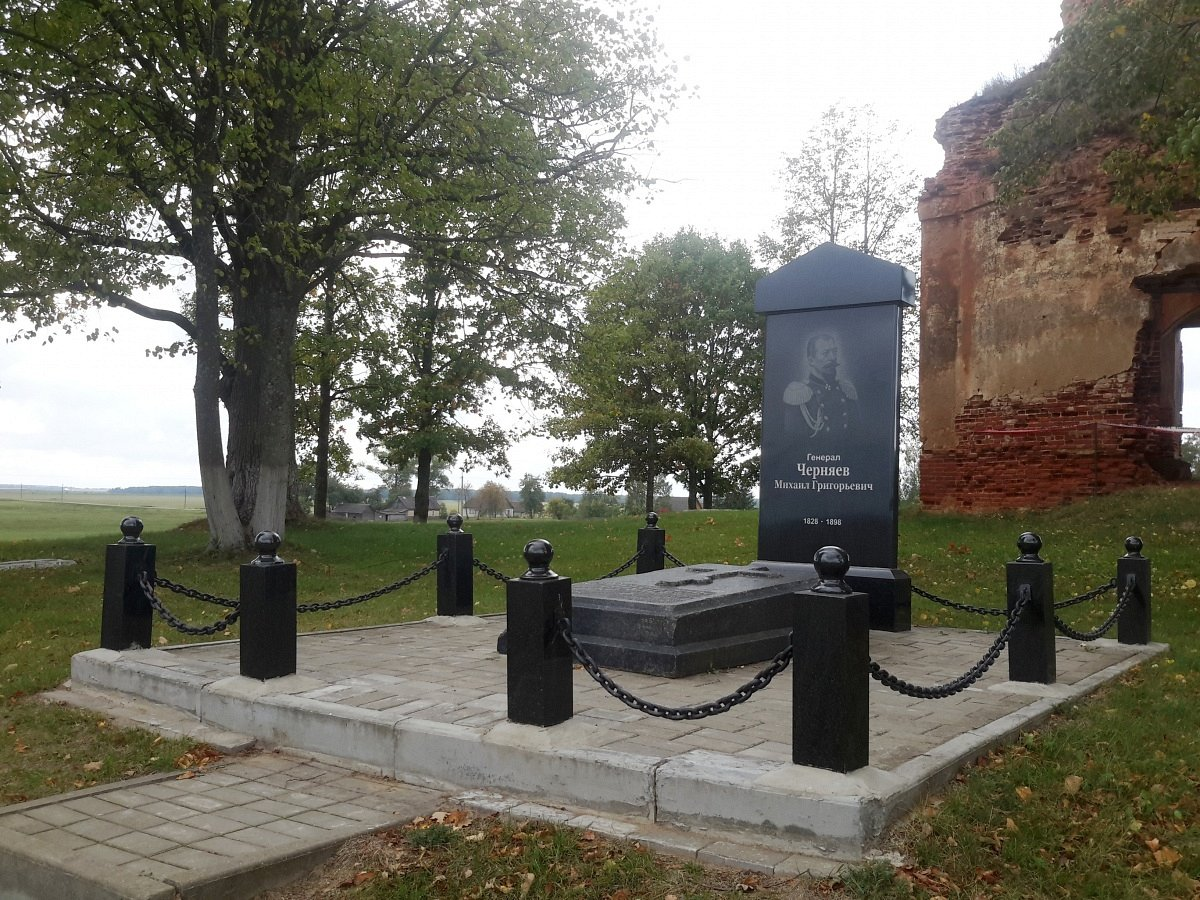
Памятник Черняеву М. Г. в Тубышки Круглянского района

- Орден Святой Анны III степени с бантом (1854)
- Орден Святого Владимира IV степени с бантом (1855)
- Золотой палаш «За храбрость» (1855)
- Орден Святого Станислава II степени с Императорской короной (1862)
- Орден Святой Анны II степени с мечами (1862)
- Орден Святого Владимира III степени с мечами (1864)
- Орден Святого Георгия III степени (1864)
- Орден Святого Станислава I ст. с мечами (1864)
- Орден Святой Анны I степени (1865)
- Золотая сабля «За храбрость» с бриллиантами с надписью «За взятие Ташкента» (1865)
- Сербский Орден Таковского креста, большой крест (1876)
- Болгарский Орден «Святой Александр» I степени (1896)

## Память
- Памятник Черняеву М. Г., на территории его бывшего поместья, где он похоронен, около церкви в деревне Тубышки Круглянского района Могилёвской области Республики Беларусь. Чуть поодаль — мемориальная плита, где можно прочесть о значимых событиях жизненного пути М. Г. Черняева[25]
- В Круглянском краеведческом музее есть уголок, посвящённый жизни и деятельности М. Г. Черняева[25]
- В деревне Лысковщина Круглянского района Могилёвской области Республики Беларусь, на территории экотуркомплекса «Николаевские пруды», установлен бюст национального героя Сербии.
- Книга «Генерал славянской рати» в честь Героя.
- В честь М. Г. Черняева назван мыс (мыс Черняева, Берингово море, к северу от Анадырского залива, мыс был обследован в 1881 году экипажем клипера «Стрелок», тогда же было присвоено название мысу)[26].